# Mispila
Mispila is een kevergeslacht uit de familie van de boktorren (Cerambycidae). De wetenschappelijke naam van het geslacht werd voor het eerst geldig gepubliceerd in 1864 door Pascoe.

## Soorten
Mispila omvat de volgende soorten:
- Mispila coomani Breuning, 1968
- Mispila diluta (Pascoe, 1864)
- Mispila dotata (Pascoe, 1864)
- Mispila flavopunctata Breuning, 1950
- Mispila flexuosa (Pascoe, 1864)
- Mispila rufula (Pascoe, 1864)
- Mispila sonthianae Breuning, 1963
- Mispila pedongensis Breuning, 1968
- Mispila picta Breuning, 1939
- Mispila albopunctulata Heller, 1923
- Mispila albosignata Breuning, 1940
- Mispila annulicornis Pic, 1944
- Mispila apicalis Heller, 1923
- Mispila assamensis Breuning, 1938
- Mispila biarcuata Breuning, 1939
- Mispila celebensis Breuning, 1950
- Mispila coomani (Pic, 1934)
- Mispila curvifascia Breuning, 1938
- Mispila curvilinea Pascoe, 1869
- Mispila elongata Breuning, 1938
- Mispila impuncticollis Breuning, 1966
- Mispila javanica Breuning, 1938
- Mispila khamvengae Breuning, 1963
- Mispila mindanaonis Breuning, 1980
- Mispila minor (Pic, 1926)
- Mispila nicobarica Breuning, 1960
- Mispila nigrovittata Breuning, 1963
- Mispila notaticeps (Pic, 1925)
- Mispila obliquevittata Breuning, 1940
- Mispila obscura Gahan, 1890
- Mispila papuana Breuning, 1940
- Mispila papuensis Breuning, 1963
- Mispila parallela Breuning, 1937
- Mispila philippinica Heller, 1924
- Mispila plagiata (Pic, 1934)
- Mispila punctifrons Breuning, 1938
- Mispila samarensis Breuning, 1939
- Mispila sibuyana Breuning, 1939
- Mispila signata (Pic, 1926)
- Mispila siporensis Breuning, 1939
- Mispila subtonkinea Breuning, 1968
- Mispila taoi Breuning, 1963
- Mispila tholana (Gressitt, 1940)
- Mispila tonkinea (Pic, 1925)
- Mispila tonkinensis Breuning, 1964
- Mispila venosa Pascoe, 1864